# ژوآئو سوم
ژان سوم (۷ ژوئن ۱۵۰۲ – ۱۱ ژوئن ۱۵۵۷) شاه پرتغال و الغرب از ۱۳ دسامبر ۱۵۲۱ تا ۱۱ ژوئن ۱۵۵۷ میلادی و دومین فرمانروای پرتغال از خاندان آویز-بژا بود. او پسر شاه مانوئل اول و ماریا آراگون - سومین دختر فرناندوی دوم، پادشاه آراگون و ایزابل یکم، ملکه کاستیا - بود. او در سال ۱۵۲۱ میلادی در ۱۹ سالگی جانشین پدرش شد.
طی دوران حکمرانی او، موقعیت پرتغال در آسیا و در دنیای جدید - در برزیل کنونی - گسترش یافت و مستحکم گردید. سیاست ژان سوم مبنی بر تقویت پایه‌های استعمار پرتغال در هند (خصوصاً در گوا)، باعث بدست آوردن امتیاز انحصار میخک صدپر، از جزایر ملوک، و جوز هندی، از جزایر باندا گردید و لقب شاه خواربارفروش را برای وی به ارمغان آورد. در شامگاه روز وفات وی، امپراتوری پرتغال به وسعتی بالغ بر ۱ میلیون جریب (۴ میلیون کیلومتر مربع) رسیده بود.
طی دوره فرمانروایی ژان سوم، پرتغال نخستین کشور اروپایی بود که با چین (در دوره سلسله مینگ) و ژاپن (در دوره موروماچی) روابط دیپلماتیک برقرار نمود. او به دلیل توجه زیاد به تجارت کشورش در هند و برزیل، نواحی آفریقای شمالی را به مسلمانان واگذار نمود. او در اروپا روابط خود را با کشورهای ناحیه بالتیک و راینلند بهبود بخشید تا شاید از این راه بتواند منافع تجاری پرتغال را تقویت کند.